# Kroktjärnet (Dalskogs socken, Dalsland)
Kroktjärnet är en sjö i Melleruds kommun i Dalsland och ingår i Göta älvs huvudavrinningsområde. Sjön har en area på 0,141 kvadratkilometer och ligger 195,6 meter över havet.

## Delavrinningsområde
Kroktjärnet ingår i det delavrinningsområde (652670-129372) som SMHI kallar för Utloppet av Marsjön. Medelhöjden är 189 meter över havet och ytan är 21,29 kvadratkilometer. Räknas de 2 avrinningsområdena uppströms in blir den ackumulerade arean 32,5 kvadratkilometer. Krokån (Teåkersälven) som avvattnar avrinningsområdet har biflödesordning 3, vilket innebär att vattnet flödar genom totalt 3 vattendrag innan det når havet efter 187 kilometer. Avrinningsområdet består mestadels av skog (73 procent). Avrinningsområdet har 4,26 kvadratkilometer vattenytor vilket ger det en sjöprocent på 20 procent.